# نويل إديسون
نويل إديسون هو موزع كندي، ولد في 16 نوفمبر 1958 في تورونتو في كندا.

## وصلات خارجية
- نويل إديسون على موقع ميوزك برينز (الإنجليزية)
- نويل إديسون على موقع أول ميوزيك (الإنجليزية)
- نويل إديسون على موقع ديسكوغز (الإنجليزية)